# Scene infantili
Le Scene infantili (tedesco: Kinderszenen), op. 15, sono brevi, in alcuni casi brevissime, composizioni pianistiche scritte da Robert Schumann nel febbraio del 1838.
Fanno parte, assieme alla "Kreisleriana", dei cicli poetici del compositore tedesco: idee ed eventi, in questo caso reminiscenze infantili, vanno a conferire un'intensificazione fantasiosa all'espressione musicale. Ispirate dalle lettere scritte dalla moglie Clara Wieck riguardo all'animo a volte fanciullesco, come già i titoli dei brani possono suggerire, del grande compositore, secondo lo stesso Schumann in esse "vi è un po' di tutto e al tempo stesso sono pezzi facili da ricordare": inizialmente l'autore le definì scene infantili composte per bambini da parte di un adulto, ma in seguito modificò il proprio giudizio in "reminiscenze per adulti da parte di un adulto"; non più musica per i bimbi dunque, bensì sui bimbi.
Tra le più celebri esecuzioni si ricordano quelle di Vladimir Horowitz e di Martha Argerich.

## Pezzi
| Titolo                                                          | Tonalità          | Audio |
| --------------------------------------------------------------- | ----------------- | ----- |
| 1. Von fremden Ländern und Menschen Da paesi e uomini stranieri | Sol maggiore      |       |
| 2. Kuriose Geschichte Curiosa istoria                           | Re maggiore       |       |
| 3. Hasche-Mann A rincorrersi                                    | Si minore         |       |
| 4. Bittendes Kind Fanciullo che supplica                        | Re maggiore       |       |
| 5. Glückes genug Abbastanza felice                              | Re maggiore       |       |
| 6. Wichtige Begebenheit Avvenimento importante                  | La maggiore       |       |
| 7. Träumerei Sogno                                              | Fa maggiore       |       |
| 8. Am Kamin Al camino                                           | Fa maggiore       |       |
| 9. Ritter vom Steckenpferd Sul cavallo di legno                 | Do maggiore       |       |
| 10. Fast zu ernst Quasi troppo serio                            | Sol diesis minore |       |
| 11. Fürchtenmachen Babau                                        | Mi minore         |       |
| 12. Kind im Einschlummern Bambino che s'addormenta              | Mi minore         |       |
| 13. Der Dichter spricht Il poeta parla                          | Sol maggiore      |       |

## Media
- Scene infantili Archiviato il 21 giugno 2010 in Internet Archive. Donald Betts BinAural Collaborative Hypertext Archiviato il 9 marzo 2007 in Internet Archive. Shockwave